# .bn
bn. دامنه اینترنتی کشور برونئی است.